# Tachina inflexicornis
Tachina inflexicornis är en tvåvingeart som beskrevs av Macquart 1854. Tachina inflexicornis ingår i släktet Tachina och familjen parasitflugor.
Artens utbredningsområde är Frankrike. Inga underarter finns listade i Catalogue of Life.